# Koreas Grand Prix
Koreas Grand Prix var et Formel 1-løb som fra 2010 til 2013 blev arrangeret på banen Korea International Circuit, som ligger i Yeongam i provinsen Sydjeolla i Sydkorea. 

## Vindere af Koreas Grand Prix
| År   | Kører            | Konstruktør      | Bane                        | Rapport |
| ---- | ---------------- | ---------------- | --------------------------- | ------- |
| 2013 | Sebastian Vettel | Red Bull-Renault | Korea International Circuit | Rapport |
| 2012 | Sebastian Vettel | Red Bull-Renault | Korea International Circuit | Rapport |
| 2011 | Sebastian Vettel | Red Bull-Renault | Korea International Circuit | Rapport |
| 2010 | Fernando Alonso  | Ferrari          | Korea International Circuit | Rapport |